# Tomiji Kubota
Tomiji (Kotan) Kubota (Otaru, Hokkaido, 10 de agosto de 1906-Buenos Aires, 10 de marzo de 1996) fue un artista plástico (laquista), escritor, poeta, profesor del estilo haiku y del arte de laca (estilo laca japonesa) de origen japonés que vivió gran parte de su vida en Argentina. Su infancia se desarrolló en su provincia natal y, sus estudios, en Tokio. Fue uno de los introductores del estilo haiku de poesía japonesa en Argentina, junto con Jorge Luis Borges y Adolfo Bioy Casares, y el primer profesor reconocido de dicho estilo en el país. Fue el pionero en el estilo japonés de laca coromandel de Argentina. También fue fundador de la ex-asociación japonesa de artistas plásticos, del Centro Argentino de Estudios Japoneses y del Centro Haiku Argentino.

## Artista plástico
Desarrolló la técnica plástica de laca coromandel en su versión japonesa, la que prioriza la utilización de motivos relacionados con la naturaleza. Fue expositor en salones nacionales en la década del ´70. Participó en la fundación de la ex-asociación japonesa de artísticas plásticos, del Centro Argentino de Estudios Japoneses.

## Profesor de arte de laca
Fundó y fue profesor del Centro Argentino de Estudios Japoneses. Participó con sus trabajos plásticos en exposiciones del Museo Nacional de Arte Oriental. Entre sus trabajos se destaca la restauración de un gran biombo coromandel del Museo Nacional de Arte Decorativo, y la recepción en Estados Unidos de un biombo de Coroman del grupo Morgan de Nueva York.

## Poeta de estilo haiku
Fue miembro del círculo de poetas y del grupo «kyu» de Japón. Participó de la fundación del Centro Haiku Argentino, dependiente de la Fundación Internacional Jorge Luis Borges, y Nikkei Haiku, estudio de este estilo de poesía japonesa dependiente del Centro Argentino de Estudios Japoneses.
Escribió y publicó el libro «Haiku» en el año 1994.

## Premios obtenidos
- 2.º en el Festival Nacional de Cultura, Saitama ´89, en Japón.
- 1.º y 2.º en el concurso organizado por el periódico La Plata Hochi.

## Condecoraciones y distinciones
- Condecoración de la Orden del Sol Naciente por su majestad el emperador Hirohito.
- Por el gobernador de Hokkaidō, su tierra natal.

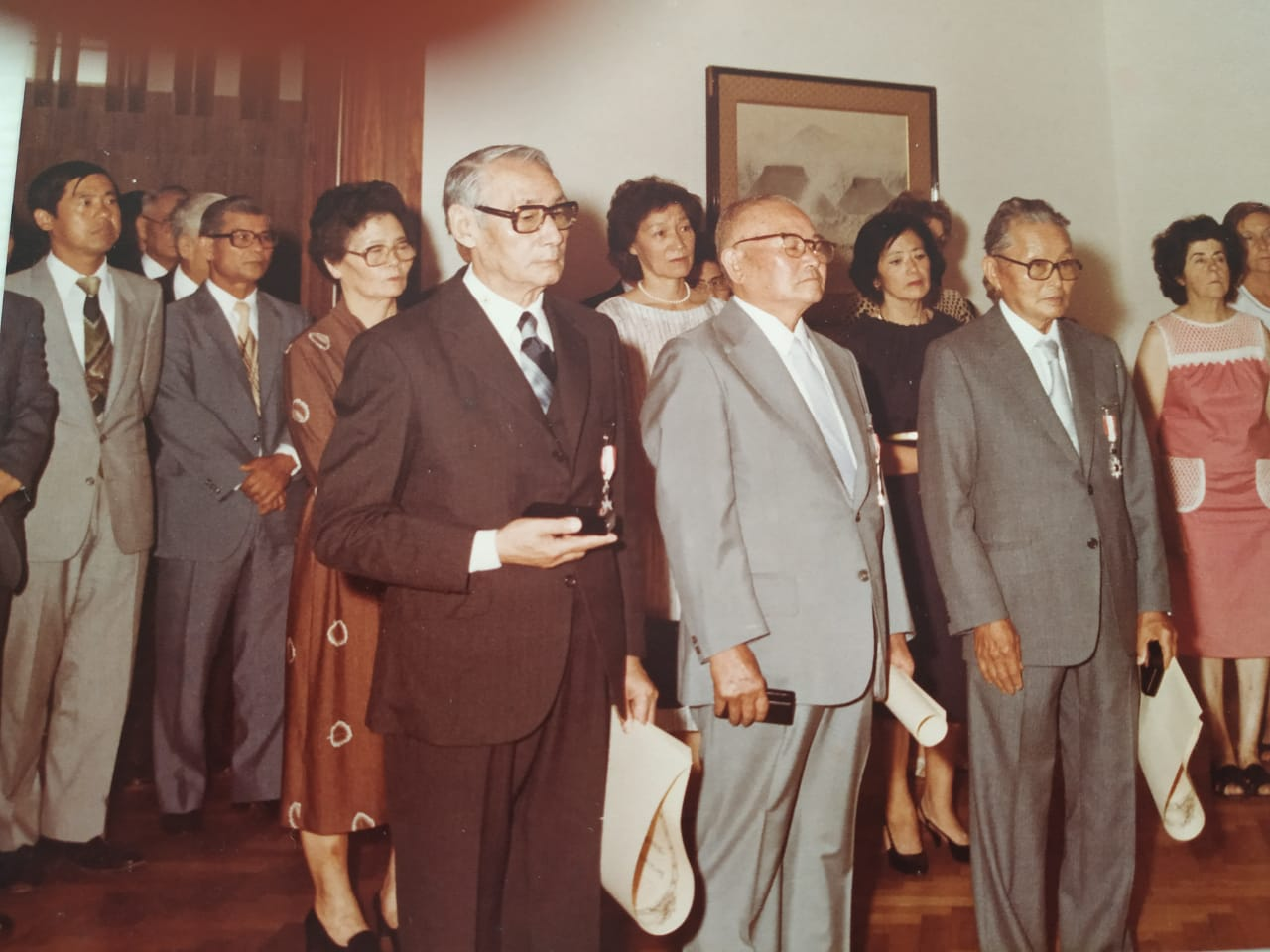
Tomiji Kubota (el de traje marrón, a la izquierda de la imagen) recibiendo la Condecoración de la Orden del Sol Naciente en 1983.

- Por el mérito a la cultura.
- Por el Centro Nikkei Argentino.

- Datos: Q67775966